# Work (chanson de Rihanna)
Pour les articles homonymes, voir Work.
Singles de Rihanna
American Oxygen
(2015) Kiss It Better
(2016)
Singles par Drake
Jumpman
(2015) Summer Sixteen
(2016)
Work est une chanson de la chanteuse barbadienne Rihanna, en collaboration avec le rappeur canadien Drake. C'est le premier single extrait du 8e album studio de la chanteuse, Anti.

## Clip vidéo
Le clip de la chanson est sorti le 22 février 2016. Il est composé de deux vidéos : l'une réalisée par Director X et l'autre par Tim Erem.
En France, les chaînes musicales diffusent la version de Tim Erem. Cependant, la poitrine de la chanteuse est floutée étant donné qu'elle porte un pull transparent. NRJ Hits préfère diffuser le clip après 22h sans signalétique mais il est arrivé que pour des exceptions, le clip soit diffusé en journée avec la version de Director X.

## Remixes
Huit remixes ont été réalisés pour le label Westbury Road Entertainment et ont été distribués par Roc Nation :
- Work (R3hab Remix)
- Work (R3hab Extented Remix)
- Work (R3hab Extented Instrumental)
- Work (BURNS' Late Night Rollin Remix)
- Work (Bad Royale Remix)
- Work (Bad Royale Remix)
- Work (Lost Kings Remix)
- Work (Lost Kings Extented Remix)

## Classements hebdomadaires
Le single est pendant neuf semaines consécutives numéro 1 du Billboard Hot 100.
| Classement (2016)                       | Meilleure position |
| --------------------------------------- | ------------------ |
| Allemagne (Media Control AG)            | 5                  |
| Australie (ARIA)                        | 5                  |
| Autriche (Ö3 Austria Top 40)            | 14                 |
| Belgique (Flandre Ultratop 50 Singles)  | 6                  |
| Belgique (Wallonie Ultratop 50 Singles) | 1                  |
| États-Unis (Hot 100)                    | 1                  |
| Danemark (Tracklisten)                  | 1                  |
| Écosse (OCC)                            | 5                  |
| Espagne (PROMUSICAE)                    | 4                  |
| Finlande (Suomen virallinen lista)      | 10                 |
| France (SNEP)                           | 1                  |
| Irlande (IRMA)                          | 2                  |
| Italie (FIMI)                           | 5                  |
| Norvège (VG-lista)                      | 4                  |
| Nouvelle-Zélande (RMNZ)                 | 2                  |
| Pays-Bas (Single Top 100)               | 1                  |
| Royaume-Uni (UK R&B Chart)              | 1                  |
| Royaume-Uni (UK Singles Chart)          | 2                  |
| Suède (Sverigetopplistan)               | 2                  |
| Suisse (Schweizer Hitparade)            | 9                  |

## Certifications
| Pays             | Certfications | Nombre    |
| ---------------- | ------------- | --------- |
| États-Unis       | 9 × Platine   | 9 000 000 |
| Canada           | Or            | 40 000    |
| France (SNEP)    | Diamant       | 300 000   |
| Italie           | Platine       | 50 000    |
| Nouvelle-Zélande | Or            | 7 500     |
| Royaume-Uni      | Platine       | 600 000   |

## Historique de sortie
| Pays             | Date            | Format         | Label                     | Ref.   |
| ---------------- | --------------- | -------------- | ------------------------- | ------ |
| Australie        | 27 janvier 2016 | Téléchargement | Roc Nation, Westbury Road | [ 28 ] |
| Brésil           | 27 janvier 2016 | Téléchargement | Roc Nation, Westbury Road | [ 29 ] |
| Canada           | 27 janvier 2016 | Téléchargement | Roc Nation, Westbury Road | [ 30 ] |
| France           | 27 janvier 2016 | Téléchargement | Roc Nation, Westbury Road | [ 31 ] |
| Allemagne        | 27 janvier 2016 | Téléchargement | Roc Nation, Westbury Road | [ 32 ] |
| Italie           | 27 janvier 2016 | Téléchargement | Roc Nation, Westbury Road | [ 33 ] |
| Nouvelle-Zélande | 27 janvier 2016 | Téléchargement | Roc Nation, Westbury Road | [ 34 ] |
| Espagne          | 27 janvier 2016 | Téléchargement | Roc Nation, Westbury Road | [ 35 ] |
| États-Unis       | 27 janvier 2016 | Téléchargement | Roc Nation, Westbury Road | [ 36 ] |
| Royaume-Uni      | 27 janvier 2016 | Téléchargement | Roc Nation, Westbury Road | [ 37 ] |